# Keisuke Okada
Keisuke Okada, född 1868, död 1953, var en japansk politiker. Han var Japans premiärminister mellan 1934 och 1936. 